# AURORA (アルバム)
『AURORA』（オーロラ）は、日本のシンガーソングライター平沢進の4枚目のアルバム。1994年2月25日にポリドールより発売された。2014年にはユニバーサルミュージックジャパンよりデジタル・リマスターされたSHM-CD版が発売された。

## 解説
ソロのアルバムとしては『Virtual Rabbit』より3年振りのアルバムとなる。P-MODELとの差別化を図るためにサウンドよりも歌を重視しており、初めて平沢ソロ作品でコーラス隊、ゲスト・ミュージシャンが参加していない。これは、AMIGAのシーケンサ「Bars&Pipes」を用いた完全な独力での音楽制作に移行したためであり、平沢作品の中ではインターミッション的な位置づけとなっている。本人曰く「オケは手抜き」。
そのため、前作『Virtual Rabbit』前々作『サイエンスの幽霊』などから一線を画しており、本アルバム以降はコンピュータを駆使した単独での制作が基本となる。
「舵をとれ」のイントロや、6曲目に「スノーブラインド」を入れているなど、ブラック・サバスのアルバム『ブラック・サバス4』を強く意識している。
当初は帽子をかぶって外套を着て畑にいる宮沢賢治を真似たアルバムのジャケットをつくる考えもあった。その後、ライブ｢平沢三幕三時間｣の第二幕での衣装でそのアイデアが流用された。
このアルバムから『インタラクティブ・ライブ・ツアー』を開始した。
米紙ペーストの「1994年のベストアルバム50選」では14位に選ばれた。

## 収録曲
全作詞・作曲・編曲：平沢進
1. 石の庭 - STONE GARDEN
2. LOVE SONG
この楽曲のデモのヴォーカルは照明と吸音材を仕込んだゴミ箱の中で録音された[5][6]。
2003年に「LOVE SONG 2003」としてセルフカバーされ、『殺戮への抗議配信』で無料配信された。この時、戦地の子供たちを歌ったものと明かされている[7]。
上記のアレンジ違いとして「LOVE SONG 2003 Type-A2」が制作され、『ナノ重複記念曲集』でダウンロード販売されている。
3. オーロラ - AURORA
平沢進がMCを務めたラジオ番組「平沢進のテクノ実験工房」のエンディングテーマ。
2001年に『Solar Ray』で「オーロラ2」としてセルフカバーされた。
2006年に行われたインタラクティブ・ライブ「LIVE白虎野」では「AURORA 3」として新バージョンが披露され、スタジオ収録したものが「LIVE白虎野記念パッケージ」で配信されている。
その後、2015年に行われたインタラクティブライブ「World Cell 2015」では「AURORA 3」にギターソロを追加したものを披露し、こちらもスタジオ収録したものが『WORLD CELL 2015 メモリアル・パッケージカード』で配信されている。
2019年にはフジロックフェスティバルに「平沢進＋会人」として出演した際に新バージョンが披露され、「AURORA 2019」としてスタジオ収録したものが『RUBEDO/ALBEDO』に収録されている。
上記の通り複数回アレンジされており、また『3』が既にストリングス中心にアレンジされていることから、還弦主義8760時間のリメイク曲候補から外すことがTwitterで告知されていた。
4. 力の唄 - SONG OF THE FORCE
5. 舵をとれ - TAKE THE WHEEL
ブラック・サバスの曲「スーパーナート」のオマージュ。
『BERSERK -Forces-』はこの曲を基にして制作された。
2015年に『舵をとれ 2015』としてセルフカバーされ、インタラクティヴライブ「WORLD CELL 2015」のオープニングナンバーとして演奏。その後、『WORLD CELL 2015 メモリアル・パッケージカード』で配信された。
2017年には『第6フォルマント』でセルフカバーされた。
6. スノーブラインド - SNOW BLIND
イントロ・間奏の音声は「OH MAMA!」の逆再生である。
宮沢賢治の「イーハトーブ」が歌詞で使われている。
7. 風の分身 - THE DOUBLE OF WIND
8. 広場で - IN THE SQUARE
2001年に『Solar Ray』で「広場で2」としてセルフカバーされる。
9. トビラ島（パラネシアン・サークル） - ISLAND DOOR (PARANESIAN CIRCLE)
マンドレイク時代以来となる13分半の大曲。平沢ソロでは最長となる。平沢は「タンジェリン・ドリームの真似」とクレジットしようとしていた。
ラジオ「平沢進のテクノ実験工房」の最終回で流され、番組の尺を半分潰した。
2010年に『変弦自在』でセルフカバーされる。ただし、イントロ・間奏・アウトロが大幅にカットされている。
2017年発売のビデオゲーム「RUINER」ではBGMとして採用された。
10. 呼んでるベル - RINGING BELL

## 参加ミュージシャン
- 平沢進 - ボーカル、シンセサイザー